# Escola 2.0
Escola 2.0 é um seriado jovem brasileiro, produzido e exibido pela TV Cultura, originalmente, entre 25 de setembro de 2010 e 4 de novembro de 2011, semanalmente aos sábados às 14h00. A série é uma continuação de Almanaque Educação, exibido pela emissora entre 2009 e 2010, porém com uma visão mais jovem e menos didática, mesclando temáticas educativas com teledramaturgia do dia-a-dia dos adolescentes.

## Enredo
Uma menina misteriosa provoca grande mistério para todos do colégio, a menina não mostra o rosto e também todo mundo vai tentar descobrir quem ela é e com muitas confusões. A menina se chama Beatriz Pereira, uma menina que sempre imagina estar na era do Rock e também traz mistério nas escolas e que nem sabem porque a menina fica sempre tão ocupada e que acham ela estranha mas que ela é divertida e toda amalucada e quem ninguém sabe do entusiasmo que ela é. Cadu e Mano vão tentar descobrir que ela é e acham que ela pode ser uma menina maquiavélica e superior a todo mundo e que quando surge o blogue dela na internet, Cadu e Mano correm perigo de que ninguém nunca mais veja o blogue dele "Almanaque Educação".
E Dilma, mãe de Cadu, acaba se tornando vizinha da menina e vai tentar olhar no rosto dela para descobrir quem ela é usando uma câmera de filmagem. Também tem a história da doce Gigi que é muito romântica e filha do senhor Carrasco que não gosta da menina se envolver com nenhum homem enquanto ela é importante para Cadu e Mano porque ela é que fez o blogue deles e ajuda em tudo.

## Elenco
| Ator                  | Personagem                   |
| --------------------- | ---------------------------- |
| Glauko Dias           | Carlos Eduardo Santos (Cadu) |
| Fábio Baldacci        | Manoel Nogueira (Mano)       |
| Isabela Guasco        | Beatriz Pereira (Bia)        |
| Ju Colombo            | Dilma Santos                 |
| Nizo Neto             | Jarbas Pereira               |
| Theresa Athayde       | Alice                        |
| Bel Ribeiro           | Agripina Lopez (Gigi)        |
| Hélio Cícero          | Carrasco Lopez               |
| Fabiano Geuli         | Tico                         |
| Márcia de Oliveira    | Tina                         |
| Melissa Nascimento    | Rosetelma                    |
| Paulo Henrique Jordão | Osmar                        |
| Márcia Couto          | Izinha                       |